# Frank Tripucka
(en) Statistiques sur pro-football-reference
Frank Tripucka, né le 8 décembre 1927 à Bloomfield dans le New Jersey et mort le 12 septembre 2013 à Woodland Park dans le New Jersey, est un joueur américain de football américain évoluant au poste de quarterback. Il a joué pour les Lions de Détroit, les Cardinals de Chicago, les Texans de Dallas, les Roughriders de la Saskatchewan, les Rough Riders d'Ottawa et les Broncos de Denver. Premier quarterback de la franchise des Broncos de Denver, son numéro 18 est retiré par la franchise et fait partie du Ring of Fame des Broncos. Il meurt le 12 septembre 2013.